# 小行星5937
小行星5937（5937 Loden）是一颗围绕太阳公转的小行星。1979年12月11日，克拉斯-英格瓦·拉格爾科維斯特在Kvistaberg发现了此天体。
这颗小行星的绝对星等为327.14700等。